# Typhales
Ordre
Classification APG II (2003)
Classification APG III (2009)
Les Typhales sont un ordre de plantes monocotylédones.
En classification classique de Cronquist (1981) il comprend deux familles :
- les Sparganiacées famille du rubanier ;
- les Typhacées famille de la massette.

En classification phylogénétique cet ordre n'existe pas et ces familles sont placées dans l'ordre des Poales.